# П'єтро Меннеа
П'єтро Меннеа (італ. Pietro Mennea; 28 червня 1952 — 21 березня 2013) — італійський легкоатлет, олімпійський чемпіон, рекордсмен світу в бігу на 200 метрів.

## Виступи на Олімпіадах
| Олімпіада         | Дисципліна              | Місце     |
| ----------------- | ----------------------- | --------- |
| Мюнхен 1972       | біг на 200 метрів       | 3         |
| Мюнхен 1972       | естафета 4 x 100 метрів | 8         |
| Монреаль 1976     | біг на 200 метрів       | 4         |
| Монреаль 1976     | естафета 4 x 100 метрів | 6         |
| Москва 1980       | біг на 100 метрів       | 6 h1 r3/4 |
| Москва 1980       | біг на 200 метрів       | 1         |
| Москва 1980       | естафета 4 x 400 метрів | 3         |
| Лос-Анджелес 1984 | біг на 200 метрів       | 7         |
| Лос-Анджелес 1984 | естафета 4 x 100 метрів | 4         |
| Лос-Анджелес 1984 | естафета 4 x 400 метрів | 5         |
| Сеул 1988         | біг на 200 метрів       | 4 h6 r1/4 |